# Органиц. Национале Комбатенти 6 (Напуљ)
Органиц. Национале Комбатенти 6 је насеље у Италији у округу Напуљ, региону Кампанија.
Према процени из 2011. у насељу је живело 296 становника. Насеље се налази на надморској висини од 0 м.